# Thermaikos
Thermaikos (griego: Θερμαϊκός) es un municipio de la República Helénica perteneciente a la unidad periférica de Tesalónica de la periferia de Macedonia Central. Su capital municipal es Peraia.
El municipio se formó en 2011 mediante la fusión de los antiguos municipios de Epanomi, Michaniona y Thermaikos, que pasaron a ser unidades municipales. El municipio tiene un área de 133,41 km², de los cuales 20,3 pertenecen a la unidad municipal de Thermaikos.
En 2011 el municipio tiene 50 264 habitantes, de los cuales 27 553 pertenecen a la unidad municipal de Thermaikos.
Se ubica en el tramo de costa que sobresale en el golfo Termaico justo al sur de Tesalónica.